# Тримаран
Тримаран је назив за чамац односно брод који се састоји од главног и два помоћна трупа.
Измислили су га Полинежани пре 4000 година, те им је, уз катамаран, омогућио насељавање удаљених отока океаније.
Тримаран је много бржи, лакши и стабилнији од једнотрупних бродова. Данас је јако популаран међу спортским једриличарима.

## Занимљивости
Тримаран се види као високотехнолошки једрењак „маринера“ у филму Waterworld са Кевином Костнером у главној улози.